# Cordilheira australiana
A Cordilheira Australiana ou Grande Cordilheira Divisória é a cordilheira de montanhas mais importante de Austrália. A mesma estende-se por mais de 3500 km desde o extremo nordeste de Queensland, ao longo de toda a costa oriental atravessando Nova Gales do Sul, e o estado de Vitória mais ao sul, até o extremo sul do continente, onde vira para o oeste e finaliza na imensa planicie central nos Montes Grampians, no estado de Victoria.
O ponto mais elevado na Austrália é o Monte Kosciuszko (2228 m), e todas as outras zonas do continente australiano fazem parte desta cordilheira. As zonas mais altas, na zona sul de Nova Gales do Sul e o este de Victoria, são chamadas os Alpes australianos.